# Gesellschaft für Didaktik des Sachunterrichts
Die Gesellschaft für Didaktik des Sachunterrichts (GDSU) e.V. ist die Fachvereinigung der in Forschung und Lehre des Sachunterrichts und seiner Didaktik tätigen Personen aus Hochschulen, Lehreraus- und Lehrerweiterbildung und Schule. Ihre Aufgabe ist die Förderung der Didaktik des Sachunterrichts als wissenschaftliche Disziplin in Forschung und Lehre sowie die Vertretung der Belange des Schulfaches Sachunterricht. Gegründet wurde sie 1992. Gründungsvorsitzender war Walter Köhnlein (Universität Hildesheim). Ihren Sitz hat sie in Berlin.

## Ziele und Mitgliedschaft
Ziel dieser wissenschaftlichen Fachgesellschaft ist es, Wissenschaft und Forschung zu fördern und Bildung und Erziehung im Gebiet des Sachunterrichts und seiner Didaktik fortzuentwickeln. Dies wird durch verschiedene Aktivitäten verwirklicht, insbesondere durch die Veranstaltung von jährlichen Fachkongressen, durch die Organisation von Tagungen, Seminaren und Vorträgen, durch die Förderung der intradisziplinären Kommunikation innerhalb des Gesamtgebiets der Sachunterrichtsdidaktik sowie der interdisziplinären Kommunikation mit ihren Bezugsdisziplinen, durch die Herausgabe und Förderung von Fachpublikationen, durch die Anregung und Unterstützung von Forschungsprojekten, durch wissenschaftliche Stellungnahmen zu Fragen der Lehrerbildung und pädagogischen Praxis des Sachunterrichts, durch Information der Öffentlichkeit über Stand und Entwicklung des Sachunterrichts und seiner Didaktik, durch die Förderung des wissenschaftlichen Nachwuchses, durch die Zusammenarbeit mit anderen Fachdidaktiken sowie durch die internationale Kooperation auf dem Gebiet des Sachunterrichts und seiner Didaktik.
Organe der GDSU sind die Mitgliederversammlung, der Vorstand sowie die wissenschaftlichen Kommissionen und Arbeitsgruppen. Seit 2006 besteht die Gruppe der Landesbeauftragten zur Intensivierung und Verstetigung der länderübergreifenden Kommunikation und Kooperation hinsichtlich der Entwicklung des Sachunterrichts und seiner Didaktik.
Die Gesellschaft für Didaktik des Sachunterrichts zählt im Jahr 2018 ca. 500 Mitglieder vor allem aus Deutschland, aber auch aus Österreich, der Schweiz und Japan.

## Vorsitz und Vorstand
Dem im Jahr 2017 gewählten Vorstand gehören an:
- 1. Vorsitzende: Kerstin Michalik (Universität Hamburg)
- 2. Vorsitzende: Sandra Tänzer (Universität Erfurt)
- Geschäftsführerin: Ute Franz (Otto-Friedrich-Universität Bamberg)
- Beisitzerin: Andrea Becher (Universität Paderborn)
- Beisitzer: Thilo Kleickmann (Christian-Albrechts-Universität zu Kiel)

## Arbeitsgruppen und Kommissionen
Die verschiedenen Aufgaben der Gesellschaft werden in Arbeitsgruppen und Kommissionen der GDSU bearbeitet: 2018 sind 7 Arbeitsgruppen und eine Kommission aktiv:
- AG Frühe Bildung (Leitung: Hans Joachim-Fischer, PH Ludwigsburg)
- AG Inklusion / Inklusiver Sachunterricht (Leitung: Detlef Pech, Humboldt-Universität Berlin; Claudia Schomaker, Universität Hannover; Toni Simon, Humboldt-Universität zu Berlin)
- AG Medien & Digitalisierung (Leitung: Markus Peschel, Universität des Saarlandes)
- AG Nachwuchsförderung / Forschung (Leitung: Andreas Hartinger, Universität Augsburg)
- AG Philosophieren mit Kindern (Leitung: Kerstin Michalik, Universität Hamburg)
- AG Schulgartenunterricht (Leitung: Michael Gebauer, Universität Halle-Wittenberg)
- AG Technische Bildung (Leitung: Lydia Murmann, Universität Bremen)
- Kommission Lehrerbildung Sachunterricht (Leitung: Eva Gläser, Universität Osnabrück; Claudia Schomaker, Universität Hannover)

## Publikationen
Seit 1992 gibt die GDSU Jahresbände über "Probleme und Perspektiven des Sachunterrichts" im Verlag Julius Klinkhardt heraus. Dort veröffentlicht sie auch die Reihe "Forschungen zur Didaktik des Sachunterrichts", den „Perspektivrahmen Sachunterricht“ zur inhaltlichen Orientierung des Sachunterrichts sowie dessen Begleitbände und ihr Selbstporträt „Die Didaktik des Sachunterrichts und ihre Fachgesellschaft GDSU e.V.“.
Im Eigendruck erscheinen das „GDSU-Journal“ und die Hefte „GDSU-Info“.

## Tagungen
Die Jahrestagungen finden in der Regel Anfang März an wechselnden Hochschulstandorten unter einem didaktisch relevanten Leitthema statt.
Die 29. Jahrestagung der Gesellschaft für Didaktik des Sachunterrichts wird im März 2021 an der Universität Paderborn stattfinden.
Tagung 2020 an der Universität Augsburg.
Tagung 2019 an der Leuphana in Lüneburg.
Tagung 2018 an der Universität Dresden: „Forschendes Lernen im Sachunterricht – Bedingungen, Konzepte und Wirkungen“.
Die Arbeitsgruppen tagen darüber hinaus in eigener Regie.
Ferner organisiert die GDSU jährlich überregionale Doktoranden-Kolloquien.

## Preise
Die GDSU verleiht jährlich den Ilse-Lichtenstein-Rother-Preis zur Förderung des wissenschaftlichen Nachwuchses für besonders herausragende Promotionen und Habilitationen in der Didaktik des Sachunterrichts, bis 2018 wurde außerdem den Faraday-Preis für Arbeiten mit naturwissenschaftlich-technischem Schwerpunkt vergeben.
Zudem wird ein GDSU-Preis für herausragende Sachunterrichtspraxis verliehen.